# Z (lettre)
Pour les articles homonymes, voir Z.
Cette page contient des caractères spéciaux ou non latins. S’ils s’affichent mal (▯, ?, etc.), consultez la page d’aide Unicode.
Le Z est une lettre de l’alphabet latin. Elle est la 26e et dernière lettre de l’alphabet français ainsi que sa 20e consonne.

## Histoire
Z vient du zêta, 6e lettre de l'alphabet grec (Ζ en capitale et ζ en minuscule). Présent dans les premiers modèles de l'alphabet latin, descendant directement de l'alphabet étrusque, le Z, inutile aux Romains, a été supprimé au IVe siècle av. J.-C. : le son qu'il représentait s'étant transformé en "r", n'existait plus. Il fut remplacé par G puis réintroduit au Ier siècle av. J.-C. par les Romains qui en eurent à nouveau l'utilité pour noter des mots empruntés au grec ancien. Ils l'ont réintroduit et relégué à la fin de l'alphabet. Pour plus de détails, consulter l'article rhotacisme.

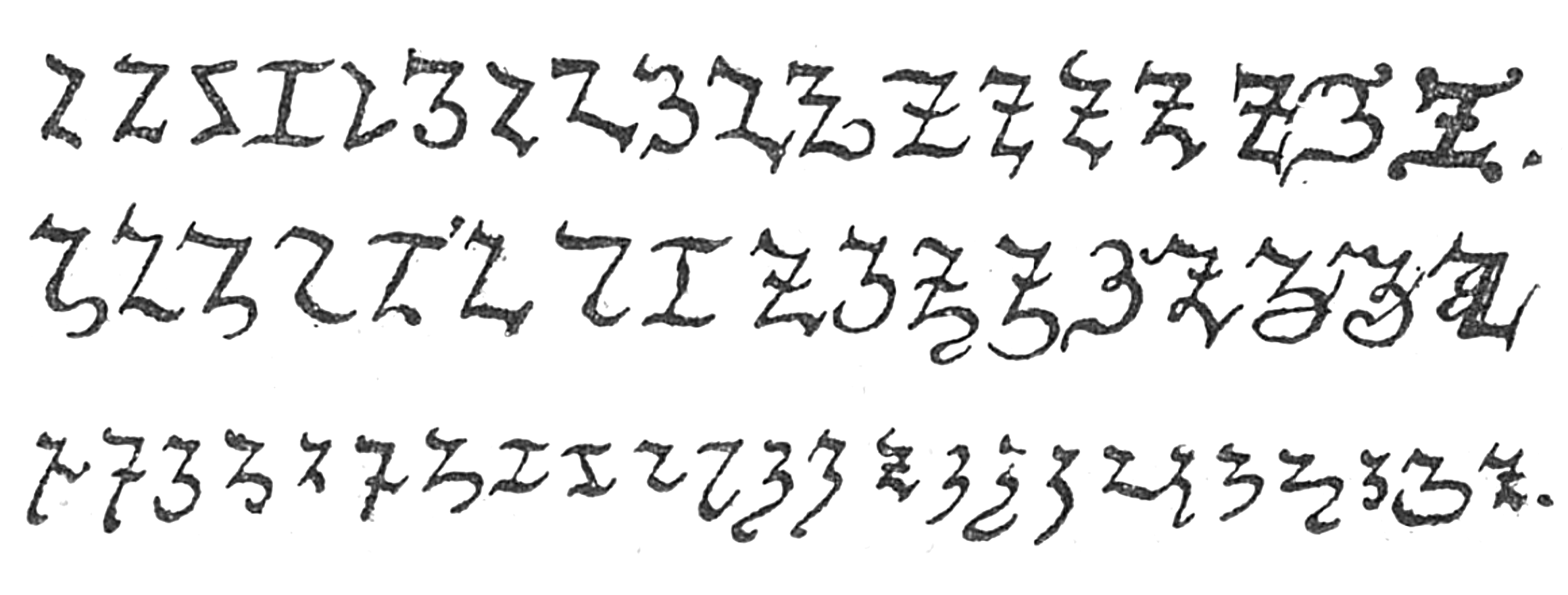
Formes majuscules et minuscules manuscrites de la lettre Z dans le Dictionnaire des abréviations latines et française d’Alphonse Chassant.

## Tracé
On ne trouve couramment qu’une seule variante du « Z » (en capitale) avec un tracé similaire au zêta grec, mais il existe une variante  « Ƶ / ƶ » avec une barre sur la diagonale.

Un z cursif

La variante cursive s’accompagne d’une boucle.

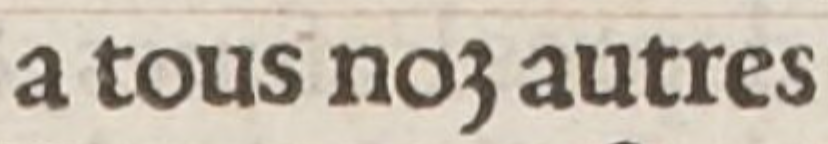
Forme de z utilisée dans ‹ a tous noz autres › dans Heures, à la louange de la vierge Marie, 1525.

## Diacritiques
Diacritiques courants :
- Źź accent aigu (Unicode U+0179-017A – polonais) ;
- Ẑẑ accent circonflexe (Unicode U+1E90-1E91 – translittération de l'hébreu en ladino [judéo-espagnol, ŷuđeẑmo]) ;
- Ƶƶ barre inscrite ;
- Z̆z̆ brève ;
- Z̧z̧ cédille ;
- Ȥȥ crochet (Unicode U+0224-0225 – moyen haut-allemand) ;
- Žž hatchek (Unicode U+017D-017E – tchèque, estonien, finnois, slovaque, slovène, etc.) ;
- Z̄z̄ macron ;
- Ẕẕ macron souscrit ;
- Żż point en chef (Unicode U+017B-017C – polonais) ;
- Ẓẓ point souscrit (Unicode U+1E92-1E93 – transcription des langues sémitiques) ;
- Z̃z̃ tilde ;
- Z̈z̈ tréma ;
- Z̓z̓ virgule.

## Codage

### Informatique
| Lettre                   | Z                        | Z                        | z                         | z                         |
| ------------------------ | ------------------------ | ------------------------ | ------------------------- | ------------------------- |
| Nom Unicode              | Lettre capitale latine Z | Lettre capitale latine Z | Lettre minuscule latine Z | Lettre minuscule latine Z |
| Encodage                 | décimal                  | hexadécimal              | décimal                   | hexadécimal               |
| ASCII, ISO 8859, Unicode | 90                       | 5A                       | 122                       | 7A                        |
| EBCDIC                   | 233                      | E9                       | 169                       | A9                        |

### Radio
- Épellation en alphabet radio
  - international : Zulu
  - allemand : Zacharias
  - police aux États-Unis : Zebra
- En alphabet morse, la lettre Z vaut « --·· »

### Autres
| Signalisation | Signalisation | Langue des signes | Langue des signes | Écriture Braille |
| Pavillon      | Sémaphore     | française         | québécoise        | Écriture Braille |
| ------------- | ------------- | ----------------- | ----------------- | ---------------- |
|               |               |                   |                   |                  |

## Sources
- (en) George Hempl, « The Origin of the Latin letters G and Z », Transactions and Proceedings of the American Philological Association, The Johns Hopkins University Press, vol. 30,‎ 1899, p. 24–41 (DOI 10.2307/282560, JSTOR 282560)
- Kristoffer Nyrop (trad. Emmanuel Philipot), Manuel phonétique du français parlé, Copenhague, Nordiske forlag, 1902 (lire en ligne)